# Cadaval e Pero Moniz
Cadaval e Pero Moniz (pré-AO 1990: Pêro Moniz)(oficialmente: União das Freguesias de Cadaval e Pero Moniz) é uma freguesia portuguesa do município de Cadaval, com 38,43 km² de área e 3697 habitantes (censo de 2021). A sua densidade populacional é 96,2 hab./km².

## História
Foi constituída em 2013, no âmbito de uma reforma administrativa nacional, pela agregação das antigas freguesias de Cadaval e Pero Moniz e tem a sede em Cadaval.

## Demografia
A população registada nos censos foi:
| Distribuição da População por Grupos Etários | Distribuição da População por Grupos Etários | Distribuição da População por Grupos Etários | Distribuição da População por Grupos Etários | Distribuição da População por Grupos Etários | Distribuição da População por Grupos Etários |
| -------------------------------------------- | -------------------------------------------- | -------------------------------------------- | -------------------------------------------- | -------------------------------------------- | -------------------------------------------- |
| Antes da agregação                           |                                              |                                              |                                              |                                              |                                              |
| Ano                                          | 0-14 anos                                    | 15-24 anos                                   | 25-64 anos                                   | >= 65 anos                                   | Total                                        |
| 2001                                         | 469                                          | 395                                          | 1590                                         | 625                                          | 3079                                         |
| 2011                                         | 641                                          | 350                                          | 2045                                         | 716                                          | 3752                                         |
| Após a agregação                             |                                              |                                              |                                              |                                              |                                              |
| Ano                                          | 0-14 anos                                    | 15-24 anos                                   | 25-64 anos                                   | >= 65 anos                                   | Total                                        |
| 2021                                         | 500                                          | 400                                          | 1860                                         | 937                                          | 3697                                         |